# Ceratoculicoides havelkai
Ceratoculicoides havelkai är en tvåvingeart som beskrevs av Wirth och Eileen D. Grogan 1988. Ceratoculicoides havelkai ingår i släktet Ceratoculicoides och familjen svidknott. Inga underarter finns listade i Catalogue of Life.